# Зграда Среског начелства у Алексинцу
Зграда Среског начелства (данас зграда Полицијске станице) у Алексинцу, део је градског центра, који је и данас истакнут у односу на окружење. Читав амбијент центра представља урбанистички комплекс у коме се огледају стилске и просторне тенденције урбанистичког развоја и обликовања у Србији на преласку из 19. у 20. век.
Зграда данашње Полицијске станице изваја се применом декоративних детаља карактеристичних за моравски стил, који се може наћи и на резиденцијалној и сакралној архитектури поднебља, док је у случају обликовања фасаде пренет кроз акценте на доминантној вертикали у виду лукова на прозорима. Орнаменти и декоративна пластика између последње етаже и венца, уклоњени су реконструкцијом објекта, али се сам цитат моравског стила и даље може видети у ритму и пропорцији отвора.